# Estonie aux Jeux olympiques d'hiver de 2018
L'Estonie a participé aux Jeux olympiques d'hiver de 2018 à Pyeongchang en Corée du Sud du 9 au 25 février 2018. Pour sa dixième participation à des Jeux d'hiver, la délégation estonienne était représentée par 22 athlètes engagés dans six disciplines, et n'a remporté aucune médaille.

## Participation
Aux Jeux olympiques d'hiver de 2018, les athlètes de l'équipe d'Estonie participent aux épreuves suivantes : 
| Sport               | Hommes | Femmes | Total |
| ------------------- | ------ | ------ | ----- |
| Ski alpin           | 1      | 1      | 2     |
| Biathlon            | 5      | 1      | 6     |
| Ski de fond         | 5      | 2      | 7     |
| Combiné nordique    | 2      | 0      | 2     |
| Saut à ski          | 3      | 0      | 3     |
| Patinage de vitesse | 1      | 1      | 2     |
| Total               | 17     | 5      | 22    |